# Публий Квинтилий Вар Младший
Пу́блий Квинти́лий Вар Мла́дший (лат. Publius Quinctilius Varus), часто номен читают как Квинкти́лий (ок. 4 — не ранее 27 года) — сын полководца и консула Публия Квинтилия Вара и его третьей жены Клавдии Пульхры.
Скорее всего, так же, как и отец, носил преномен Публий. Имел патрицианское происхождение, приходился дальним родственником Августу (сын внучатой племянницы). Унаследовал большое состояние отца и матери.
Возможно, что имел старшего брата от первого или второго брака отца, однако точно это не известно. В детстве был обручён с одной из дочерей Германика, скорее всего Ливиллой, однако этот брак не состоялся. По мнению учёных, его женой стала Плавтия Латерана, от которой имел дочь, Квинтилию.
В 27 году, после казни матери, которая была близка с Агриппиной Старшей, был обвинён приспешниками Сеяна Гнеем Домицием Афром и Публием Корнелием Долабеллой в оскорблении величия, однако Сенат не дал ход делу, оставив его на рассмотрение Тиберия.
Дальнейшая судьба Вара Младшего неизвестна. Скорее всего, поскольку любые упоминания о нём пропадают, он был либо сослан, либо казнён.